# خرمال بابوياني
خرمال بابوياني (الاسم العلمي: Diospyros papuana) هو نوع من النباتات يتبع جنس الخرمال من الفصيلة الأبنوسية.